# Tommaso da Modena
Pour les articles homonymes, voir Modena (homonymie).
Tommaso Barisini (ou Barisino ou Rabisino) dit Tommaso da Modena (Modène, 1326 – Modène, 1379) est un peintre et miniaturiste italien du XIVe siècle de style byzantin, qualifié de primitif italien.

## Biographie
Tommaso da Modena a œuvré à Venise, et également travaillé pour la cour de l'empereur romain germanique Charles IV à Prague.
Son œuvre la plus connue est la série des quarante portraits des dignitaires de l'ordre dominicain, dans la salle du chapitre du couvent de l'église San Nicolò, à Trévise, représentés dans des poses réalistes, presque psychologiques, à leur pupitre, dans la méditation, l'écriture ou la lecture, a contrario des allures allégoriques des portraits des commandes passées aux peintres contemporains.

## Œuvres
- Fresque du Christ crucifié, Duomo de Trévise
- Ecce Homo et Madonna, avec deux anges, bois, château de Karlstein, République tchèque

Saint Wenceslas, Madonna  et saint Palmatius, château de Karlstein, République tchèque
- Sainte Catherine, Académie de Venise
- Légende de sainte Ursule, Museo Civico, Trévise

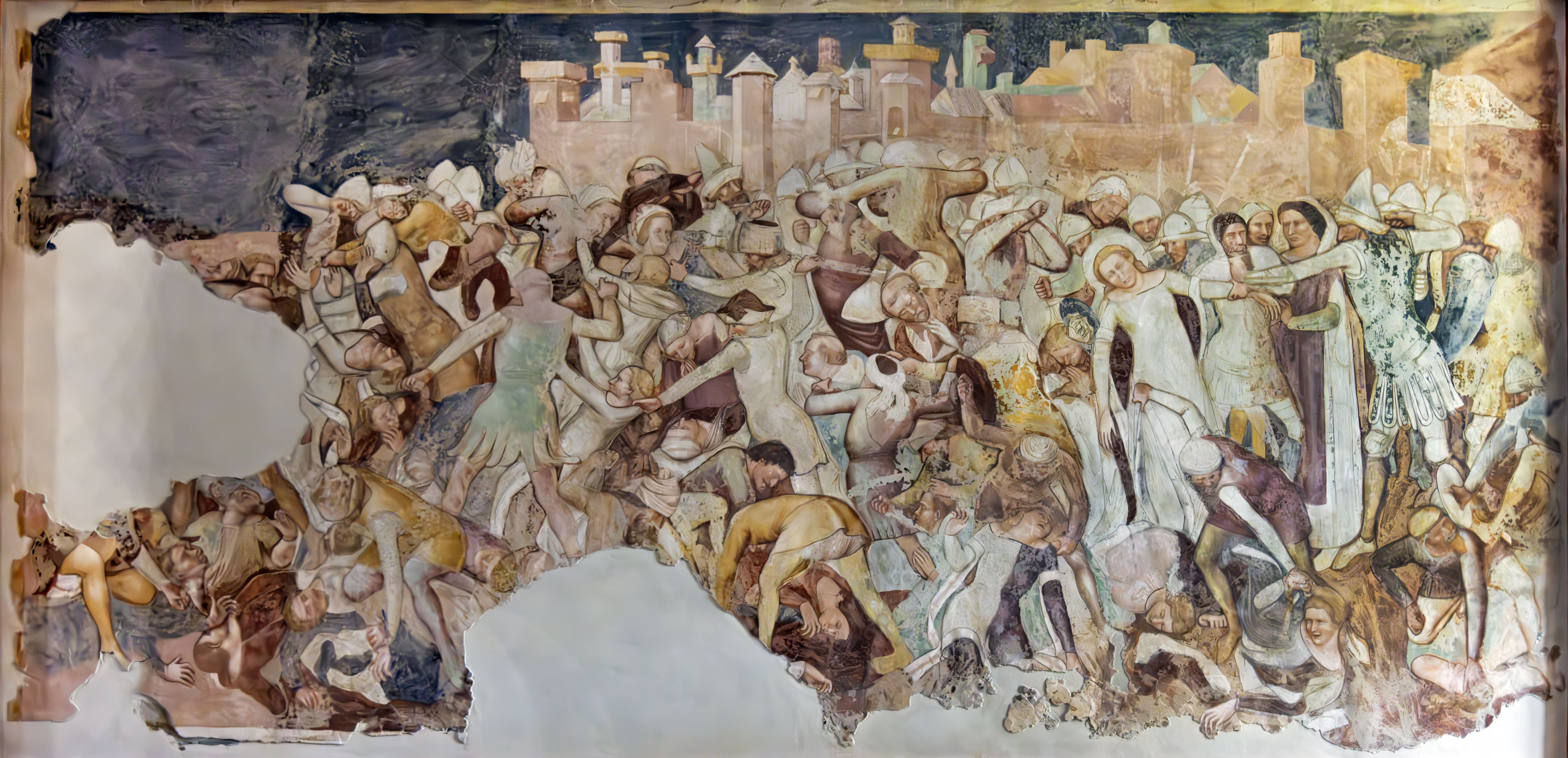
Histoires de Sainte Ursule - Le martyre - Museo Civico, Trévise
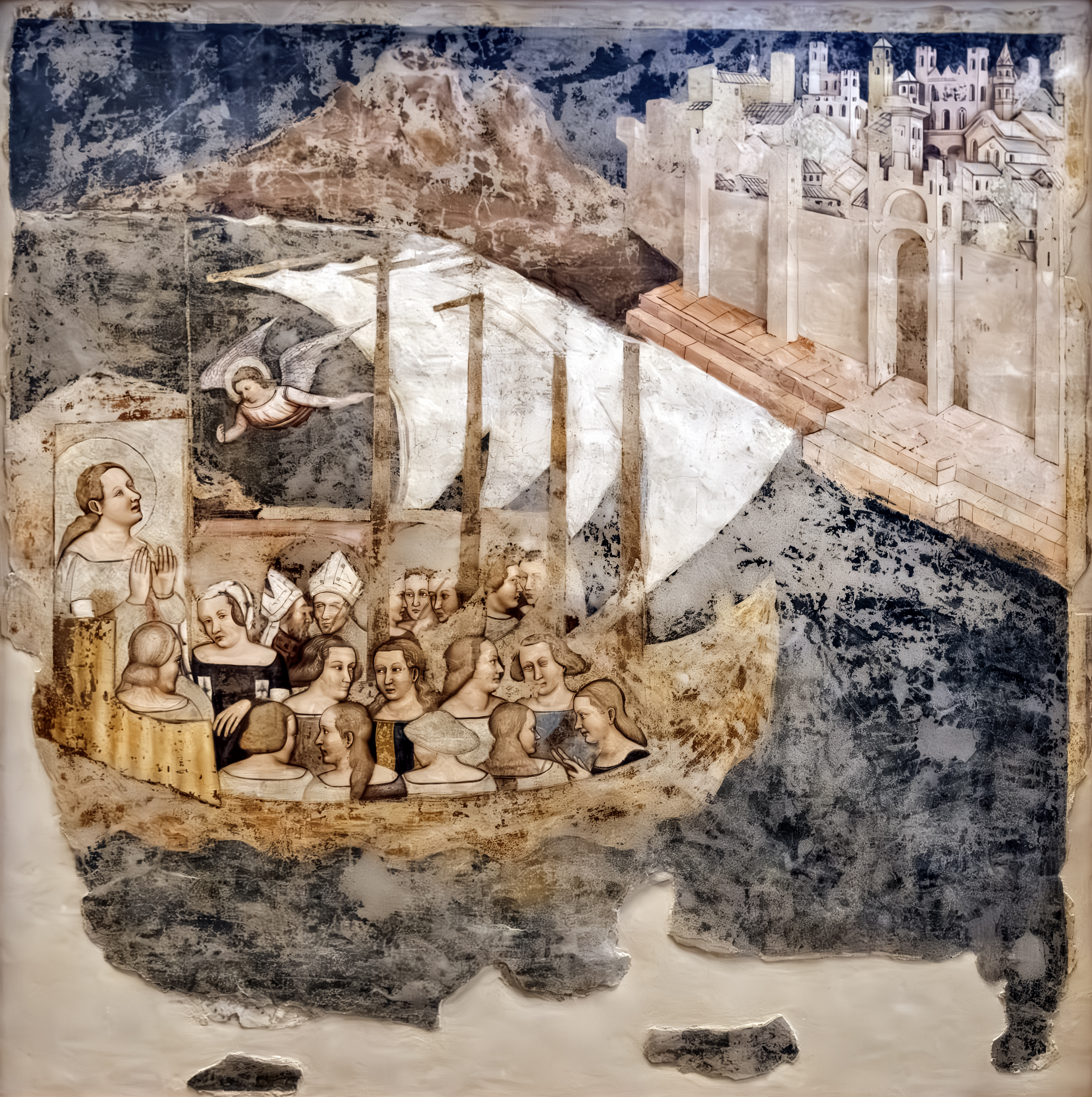
La navigation vers Rome - Museo Civico, Trévise
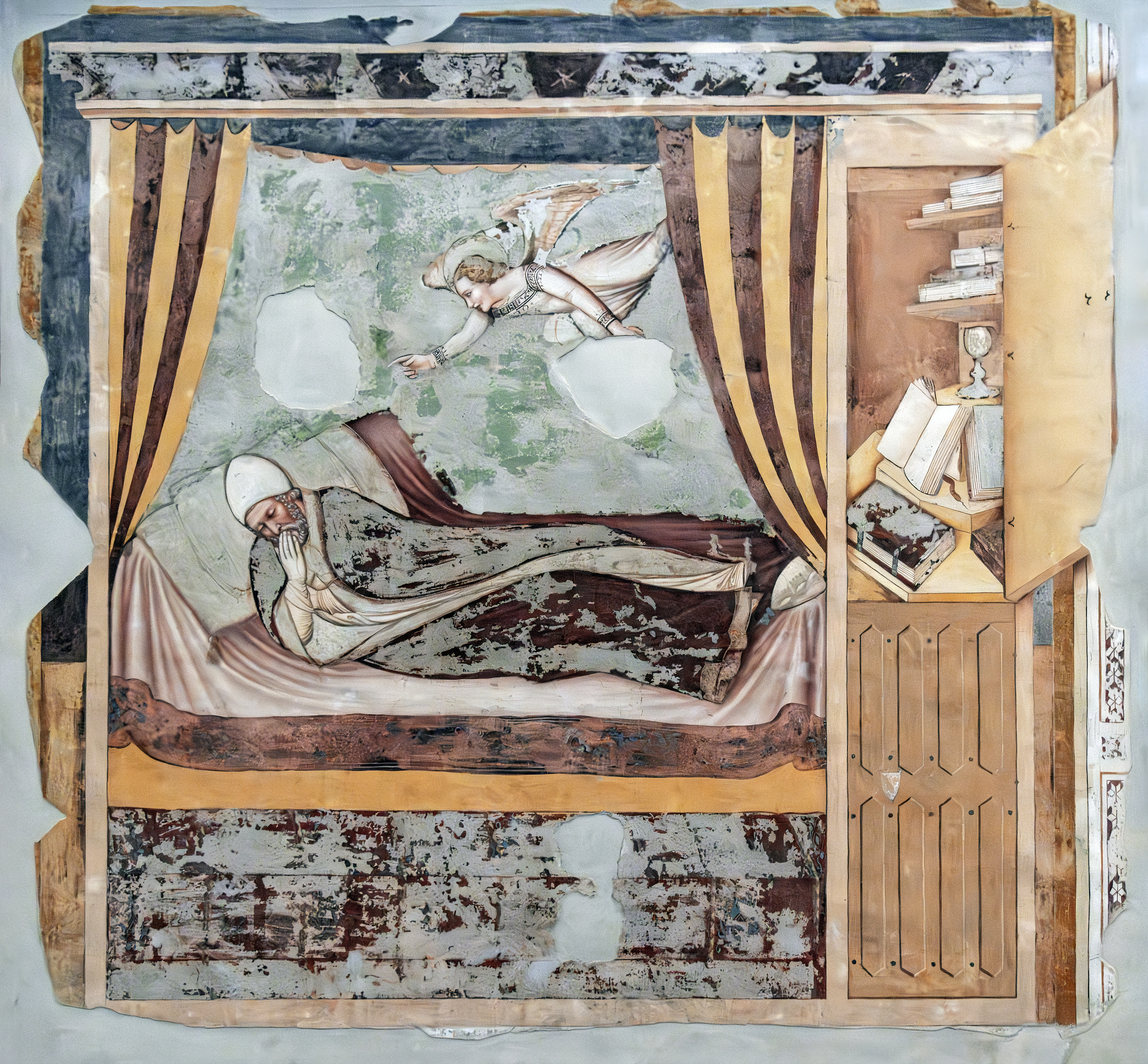
Histoires de Sainte Ursule - Le rêve du Pape - Museo Civico, Trévise
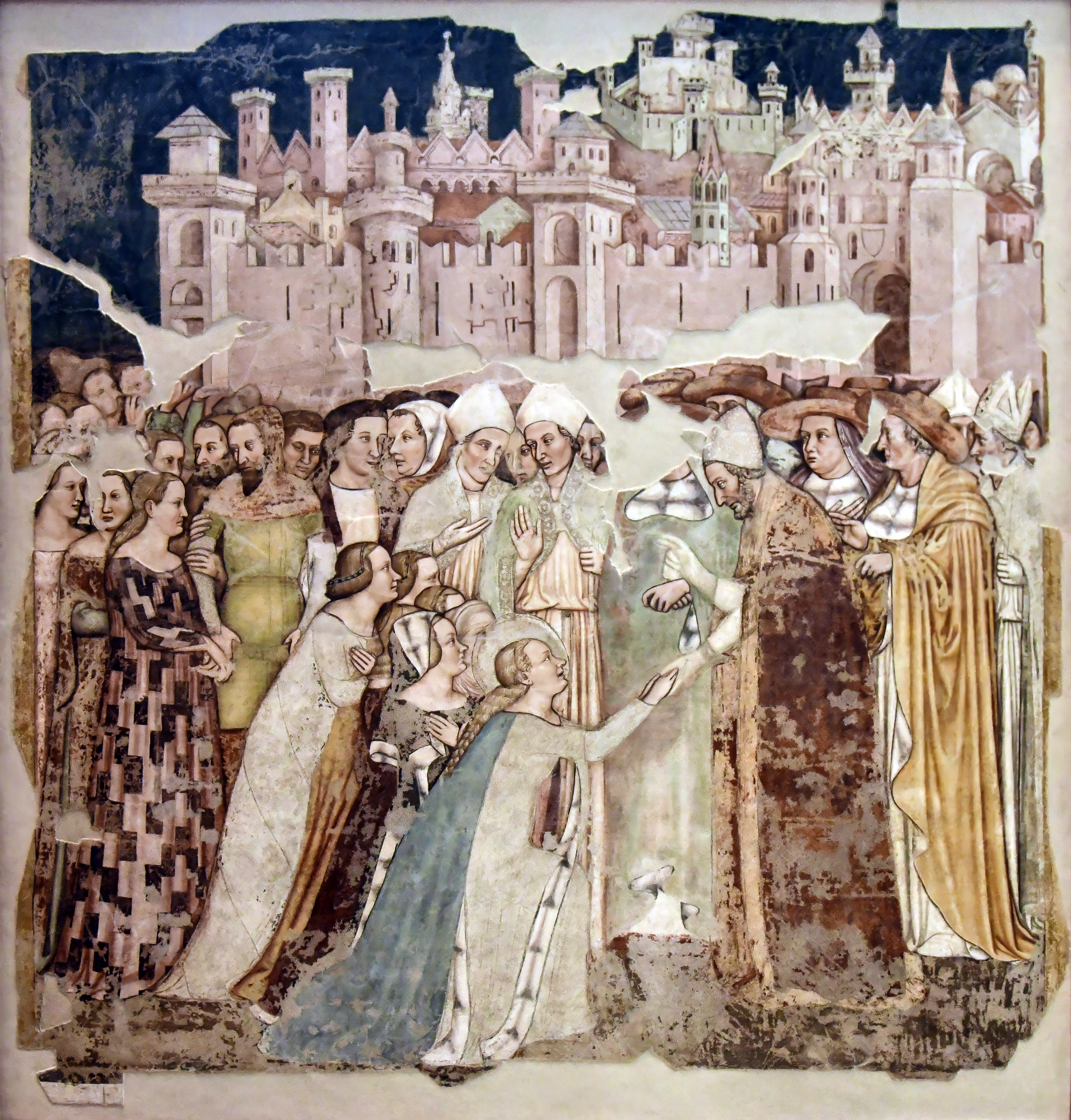
Histoires de Sainte Ursule - la rencontre d'Ursule et du Pape - Museo Civico, Trévise
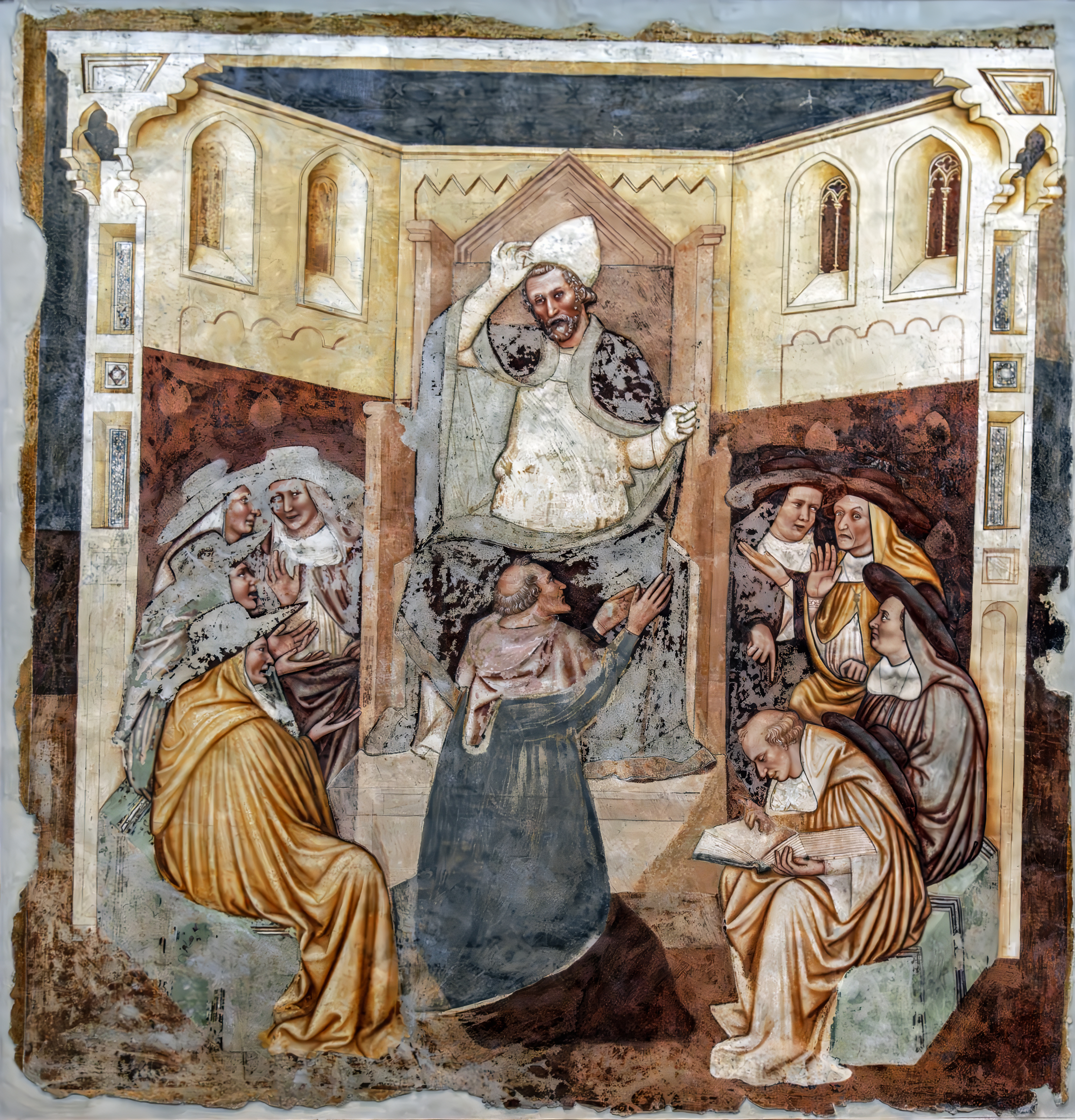
Histoires de Sainte Ursule - L'abdication du Pape - Museo Civico, Trévise
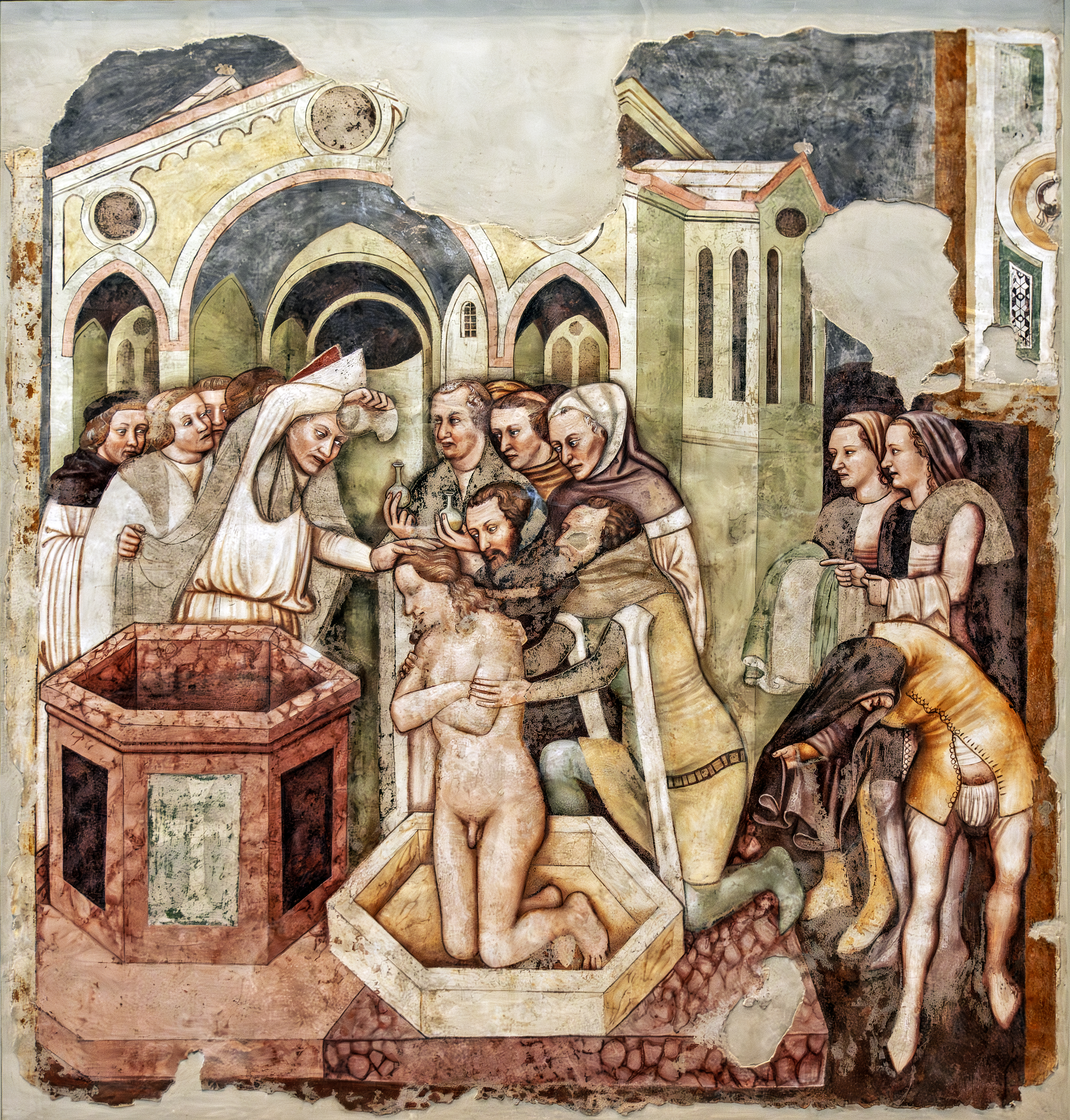
Histoires de Sainte Ursule - Baptême du prince d'Angleterre - Museo Civico, Trévise
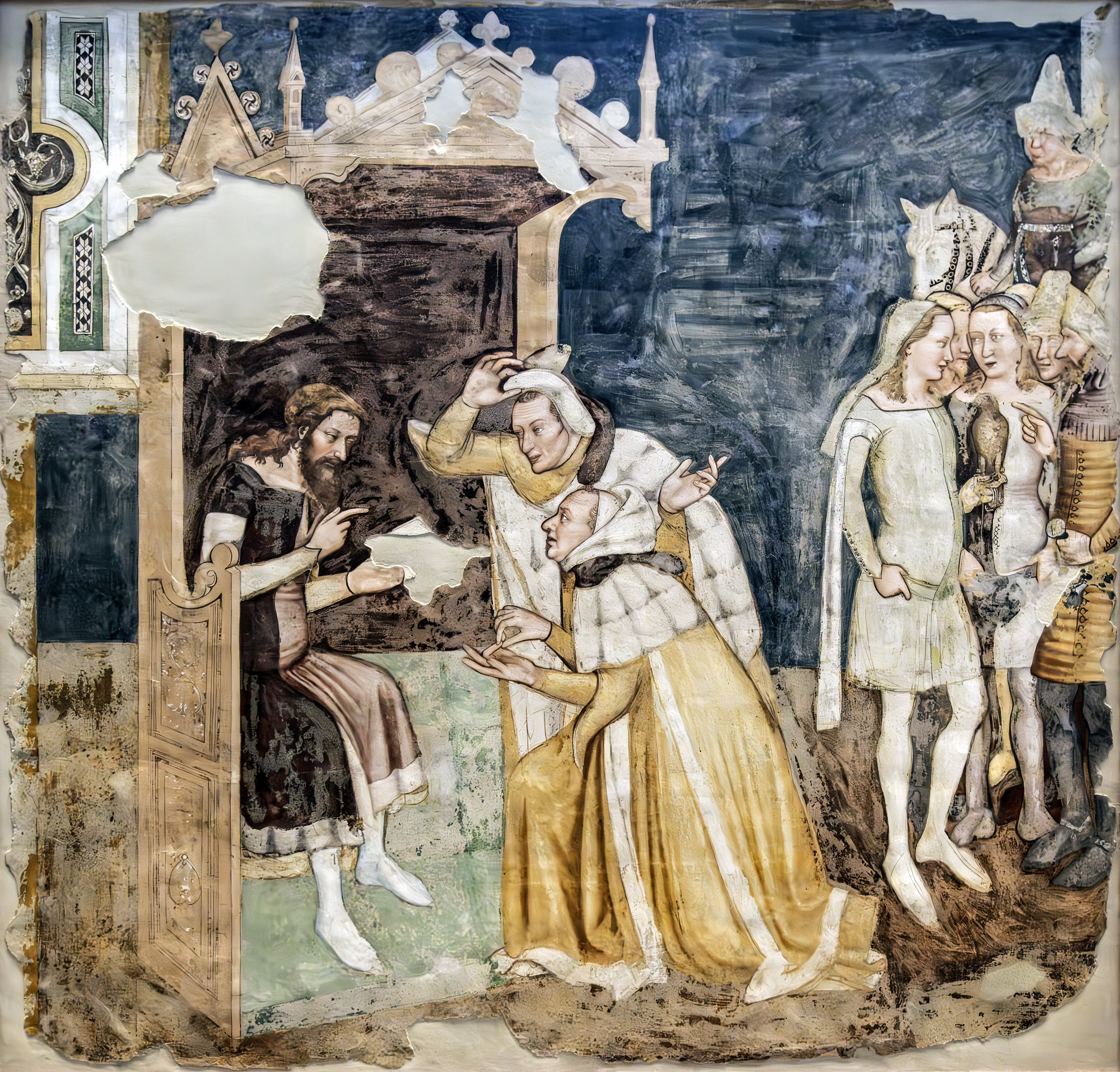
Histoires de Sainte Ursule - L'envoi d'ambassadeurs du roi d'Angleterre - Museo Civico, Trévise
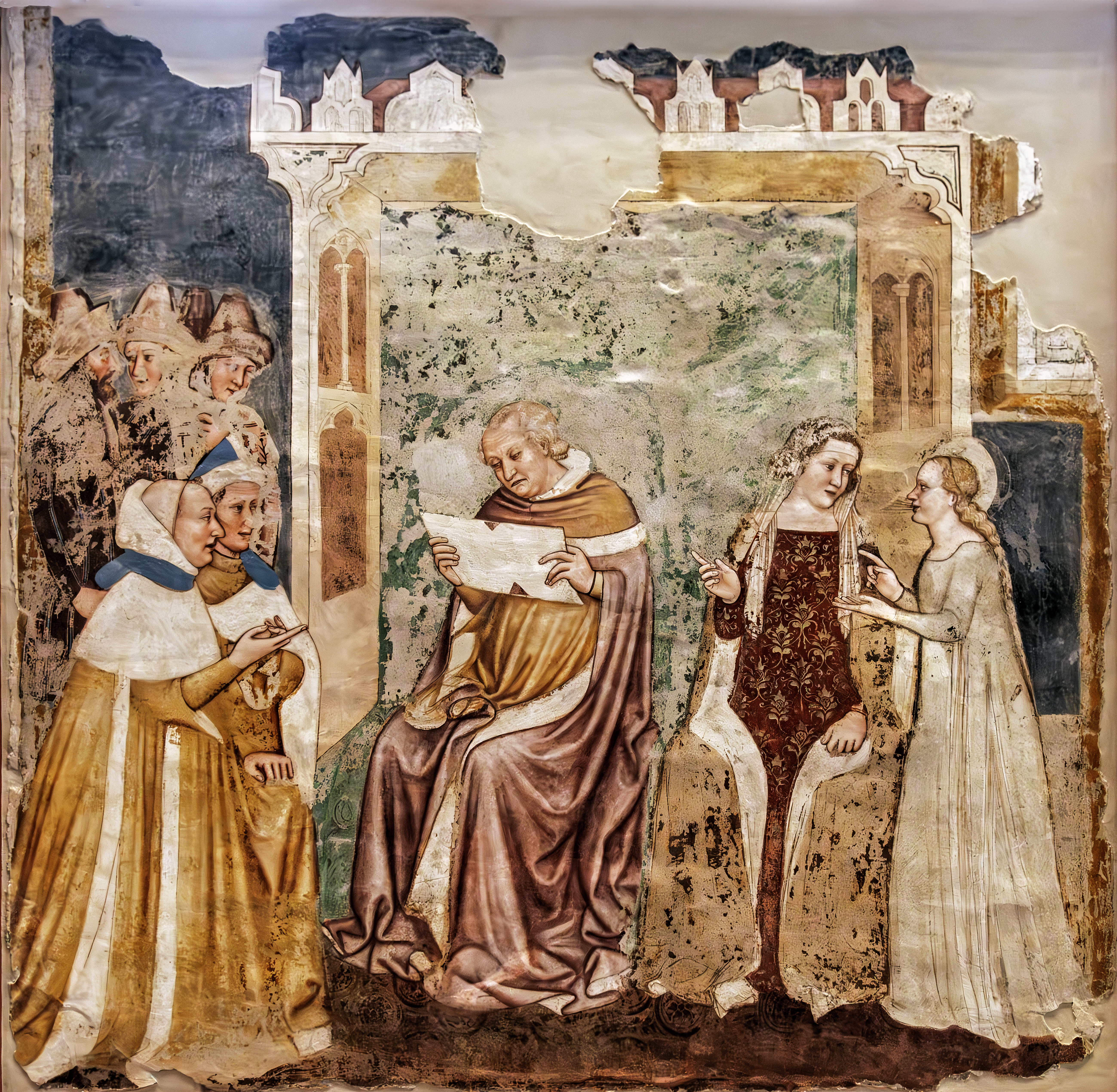
Histoires de Sainte Ursule - Les ambassadeurs anglais auprès du roi de Bretagne - Museo Civico, Trévise
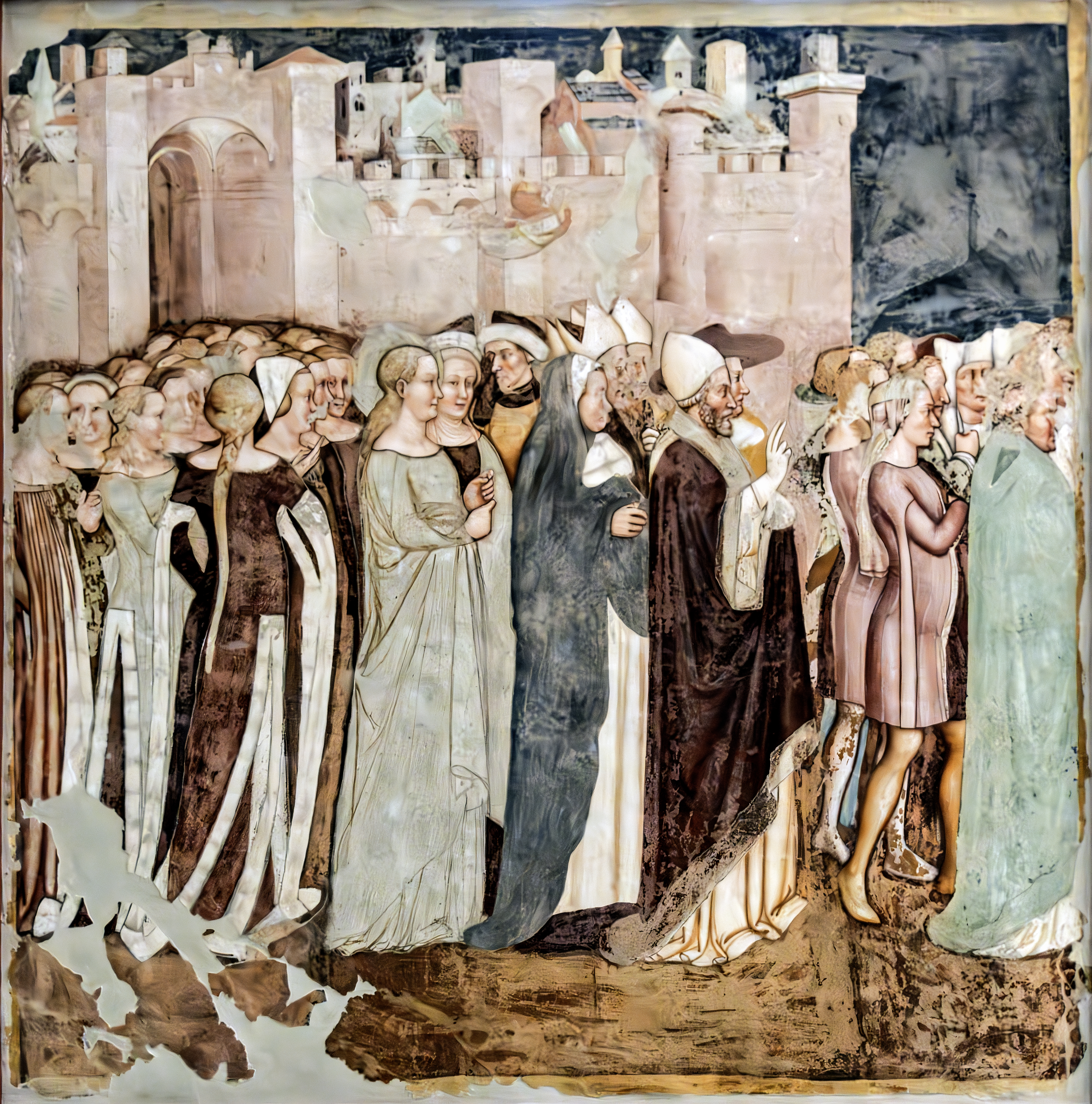
Histoires de Sainte Ursule - Le départ de Rome - Museo Civico, Trévise

- San Gerolamo, Sant'Agnese avec san Jean Baptiste et san Romualde, fresques sur les piliers de l'Église San Nicolò de Trévise
- Série des Quaranta domenicani illustri (1352), couvent San Nicolò, salle du chapitre, Trévise
- Vierge à l'Enfant Jésus, Vienne
- Saint Albert le Grand, séminaire de Trévise

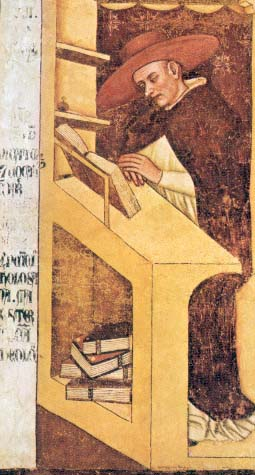
Jean de Moulins
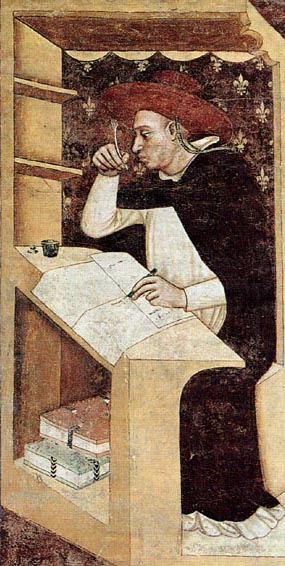
Hugues de Billon
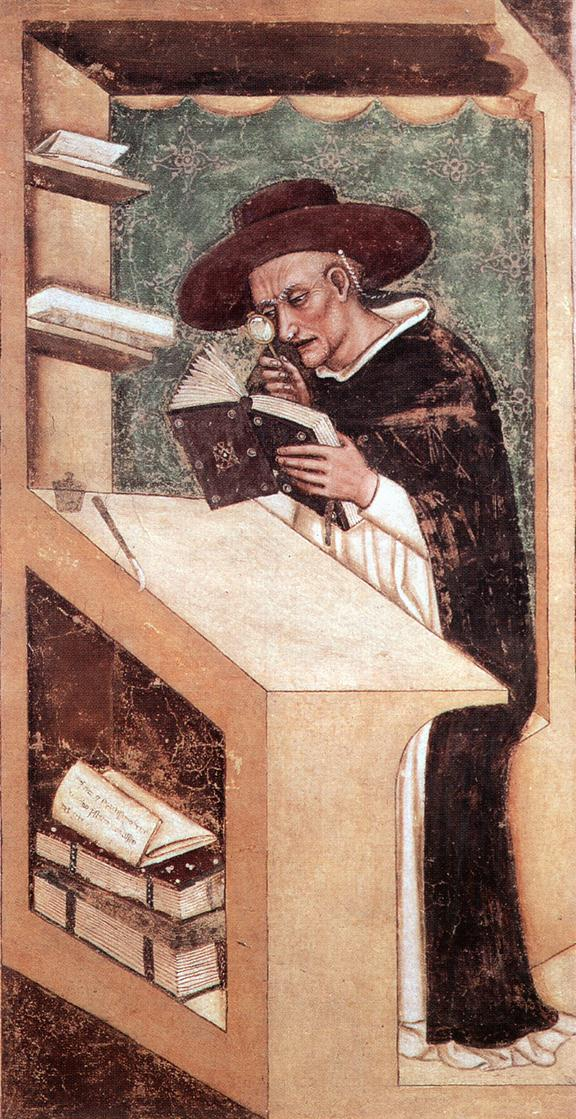
Nicolas de Rouen
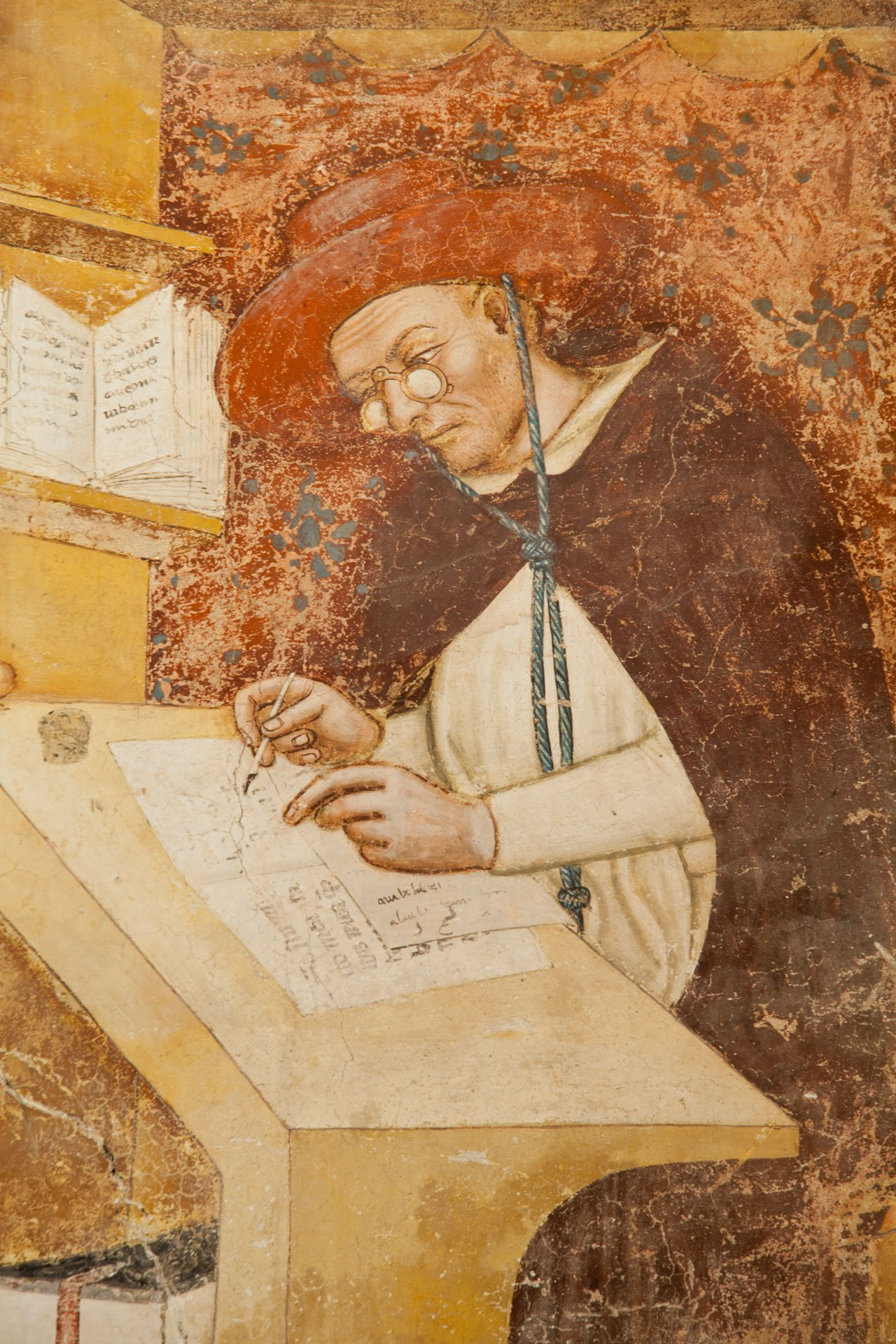
Hugues de Saint-Cher
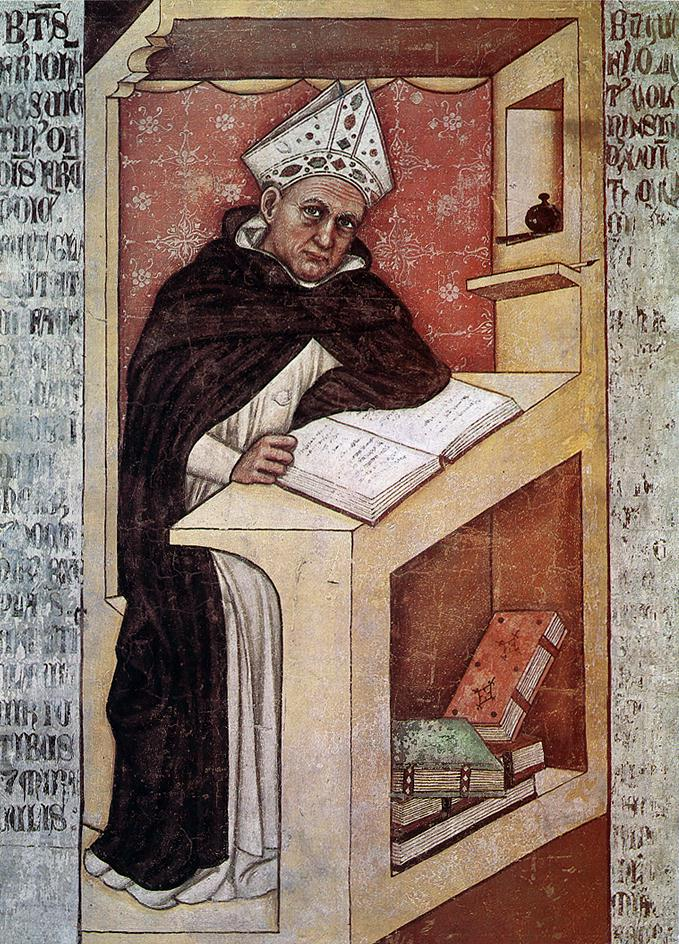
Albert le Grand

## Source
- (it) Cet article est partiellement ou en totalité issu de l’article de Wikipédia en italien intitulé « Tommaso da Modena » (voir la liste des auteurs).